# Úřad pro ochranu osobních údajů
Úřad pro ochranu osobních údajů (ÚOOÚ) je ústředním správním úřadem, který v České republice dohlíží na ochranu soukromí a osobních údajů. Je součástí výkonné moci a postupuje prostředky správního práva, primárně vydáváním rozhodnutí (správních aktů). ÚOOÚ je zároveň i dozorovým úřadem, ve smyslu zákona o kontrole č. 255/2012 Sb. (kontrolní řád). Činnost úřadu vymezuje zákon č. 110/2019 Sb., o zpracování osobních údajů a další zákony (viz níže).
Předsedou ÚOOÚ byl v roce 2020 jmenován Jiří Kaucký.

## Struktura úřadu
Úřad řídí předseda, kterého jmenuje na dobu 5 let a případně odvolává prezident České republiky na návrh Senátu Parlamentu České republiky. Podle zákona o zpracování osobních údajů má mít Úřad 2 místopředsedy, které na návrh předsedy Úřadu volí a odvolává Senát. Podle přechodného ustanovení (§ 66 odst. 1) ale ode dne nabytí účinnosti tohoto zákona do 31. prosince 2020 má Úřad pouze 1 místopředsedu.
Předseda i místopředsedové mohou být jmenováni maximálně na dvě po sobě jdoucí funkční období.

## Působnost ÚOOÚ
Působnost ÚOOÚ v oblasti ochrany osobních údajů je vymezena v článcích 55 až 59 GDPR a v § 50 až 60 zákona o zpracování osobních údajů.
Podle § 54 odst. 2 zákona o zpracování osobních údajů zejména
- dozoruje dodržení povinností při zpracování osobních údajů,
- přijme podnět k zahájení dozoru nad zpracováním osobních údajů a stížnost na porušení povinností při zpracování osobních údajů,
- poskytuje předchozí konzultace před zpracováním osobních údajů podle článku 36 GDPR,
- poskytuje konzultace v oblasti ochrany osobních údajů.

Úřad dále vykonává činnosti související s právem na informace dané zákonem č. 106/1999 Sb., zákon o svobodném přístupu k informacím. Působí jako nadřízený orgán těch veřejných institucí (§ 20 odst. 5 zákona),, jejichž nadřízený orgán nelze jinak určit. Dále je dle § 16b odst. 1 a 2 zákona oprávněn přezkoumat rozhodnutí nadřízených orgánů v souvislosti s odmítnutím poskytnutí informace a také dle § 16b odst. 3 zákona vykonává opatření při nečinnosti nadřízeného orgánu.
Zvláštní působnost ÚOOÚ je vymezena ve zvláštních právních předpisech:
- Dozor nad dodržováním povinností při zpracováním osobních údajů v oblasti elektronických komunikací (zákon č. 127/2005 Sb., o elektronických komunikacích),
- Dozor nad dodržováním povinností při šíření obchodních sdělení (zákon č. 480/2004 Sb., o některých službách informační společnosti, zákon č. 40/1995 Sb., o regulaci reklamy),
- Projednávání přestupků v oblastech zvláštních zpracování osobních údajů (zákon č. 329/1999 Sb., o cestovních dokladech, zákon č. 133/2000 Sb., o evidenci obyvatel, , zákon č. 159/2006 Sb., o střetu zájmů),
- Vytváření a převod elektronických identifikátorů pro státní registry (zákon č. 111/2009 Sb., o základních registrech).

Kromě toho se úřad snaží o osvětu, zveřejňuje různá stanoviska, vydává věstník, bulletin apod.

## Ochrana před nevyžádanou reklamou
V oblasti spamu je působnost úřadu daná zákonem 480/2004 Sb., o některých službách informační společnosti (§ 10 odst. 1 a § 12 odst. 5). Úřad může ve správním řízení potrestat odesílatele nevyžádaných obchodních sdělení pokutou až do 10 milionů Kč. Z celé šíře spamu se ovšem pravomoc úřadu vztahuje pouze na malou část, a to na sdělení obchodní povahy odeslaná českými právnickými osobami. Obdobnou kompetenci úřadu svěřuje ve vztahu k nevyžádané reklamě šířené elektronickými prostředky také § 7 odst. 1 písm. f) zákona č. 40/1995 Sb., o regulaci reklamy.

## Historie
Úřad vznikl v roce 2000 transformací dosavadního odboru ochrany osobních údajů Úřadu pro státní informační systém (ÚSIS) (zbytek Úřadu pro státní informační systém byl přejmenován na Úřad pro veřejné informační systémy (ÚVIS) a později začleněn do Ministerstva informatiky).

### Předsedové
- 2000–2005 Karel Neuwirt
- 2005–2015 Igor Němec
- 2015–2020 Ivana Janů
- od 2020 Jiří Kaucký

### Inspektoři
Podle zrušeného zákona č. 101/2000 Sb., o ochraně osobních údajů, kontrolní činnost Úřadu prováděli inspektoři. Inspektorů bylo 7 a byli jmenováni prezidentem republiky na návrh Senátu Parlamentu České republiky na období 10 let. Zákon č. 110/2019 Sb., o zpracování osobních údajů již funkci inspektorů neuvádí, stávající inspektoři ale dokončili své funkční období podle původních právních předpisů.
| jméno                       | datum jmenování        |
| --------------------------- | ---------------------- |
| PaedDr. Jana Rybínová       | 11. 8. 2010            |
| Ing. Josef Vacula           | 11. 8. 2010            |
| MVDr. František Bartoš      | 1. 6. 2011             |
| Mgr. et Mgr. Božena Čajková | 1. 6. 2011 (2. období) |
| PhDr. Petr Krejčí           | 1. 6. 2011             |
| Mgr. Daniel Rovan           | 1. 6. 2011             |
| JUDr. Jiřina Rippelová      | 6. 2013                |